# 小理察·斯貝特
小理察·斯貝特（英語：Richard Speight, Jr.，1970年9月4日—）是一名美國男演員、導演、編劇和製作人。他最著名的作品包括在CBS電視劇《核爆危機》中飾演Bill Koehler角色。他也會彈吉他和貝斯。